# Hôtel de ville de Zierikzee
L'hôtel de ville de Zierikzee est un monument historique construit entre 1550 et 1554 par l'architecte Bloemaert. Il abrite aujourd'hui le musée de l'hôtel de ville. 

## Description
Ce monument présente la particularité d'être situé dans une rue étroite et non sur une grande place comme le voudrait l'usage. Sa flèche construite en bois (et reposant sur une tour de brique) abrite un carillon (datant du XVIe siècle) et est surmonté d'une statue de Neptune ; l'ensemble fait 45 mètres de haut.
Le grand escalier intérieur a été réalisé en 1599, l'édifice compte des salles décorées dans le style rocaille.